# Gaz de schiste en Algérie
L'exploitation du gaz de schiste en Algérie, voulue par le gouvernement (via l'entreprise publique Sonatrach) en 2015 puis relancée en 2017, fait l'objet d'une vive opposition de la société civile. Celle-ci a essentiellement lieu dans le sud du pays, en raison des risques encourus par la nappe phréatique de l'Albien, principale ressource en eau de la région du Sahara.
L’Algérie possèderait la troisième plus grande réserve au monde de gaz de schiste avec 19 800 milliards de m3, quatre fois plus que ses réserves de gaz conventionnel.

## Gisements
Le gaz de schiste est un gaz non conventionnel, retenu à grande profondeur dans les schistes de bassins sédimentaires. Le territoire algérien détiendrait les troisièmes plus grandes réserves mondiales de gaz de schiste avec près de 20 000 milliards de m3 exploitables — 17 000 milliards de m3 selon le ministère de l'Énergie algérien en 2013 —, quatre fois plus que ses réserves de gaz conventionnel.

## Exploitation du gaz de schiste algérien

### Contexte
L'Algérie, quinzième producteur de pétrole au monde (deuxième sur le continent africain) et onzième producteur mondial de gaz naturel en 2011, dépend économiquement de l'exploitation des hydrocarbures, qui représentent 36 % de son produit intérieur brut (PIB) en 2010. Cependant, face à l'amenuisement de ses réserves d’hydrocarbures conventionnels et des revenus afférents, l'État s'intéresse à ses réserves de gaz non conventionnel, qui seraient quatre fois supérieures à celles des hydrocarbures conventionnels et les quatrièmes plus grandes au monde.
Ainsi, une loi proposée en 2012 et promulguée en 2013, qui vise plus largement à inciter les entreprises pétrolières étrangères à investir dans le pays, ouvre la voie à l'exploitation du gaz de schiste. Selon Hocine Malti (ingénieur et consultant pétrolier et chroniqueur) dans Le Matin, elle donne naissance aux premières contestations dans la société civile, lors de sa rédaction puis de sa promulgation.

### Historique

#### Premier forage exploratoire et protestations de la société civile (2015)
L'entreprise pétrolière publique Sonatrach annonce en janvier 2015 vouloir investir 70 milliards de dollars sur vingt ans pour l'exploitation du gaz de schiste dans le sud du pays ; elle compte forer environ 200 puits chaque année pour fournir annuellement 20 milliards de m3 de gaz de schiste.
Le premier forage exploratoire est opéré fin 2014 près de la ville d'In Salah dans le centre du pays par Sonatrach et, selon Le Monde ainsi qu'un rapport de Basta ! et de L'observatoire des multinationales, l'entreprise française Total, — cette dernière dément. Le puits est mis en fonctionnement le 27 décembre 2014.
En juin 2014, plusieurs manifestations rassemblant quelques dizaines de personnes ont lieu à Alger pour dénoncer les risques écologiques et l'absence de concertation relatifs à l'exploitation du gaz de schiste. Le HuffPost relève que le gaz de schiste n'a pas beaucoup de partisans dans le pays, tant dans la presse que sur les réseaux sociaux.
En janvier 2015, quelques jours après l'inauguration du premier forage exploratoire près de la ville d'In Salah, au cœur du Sahara, la population locale s'oppose massivement à l'exploitation du gaz de schiste dans la région, redoutant que le sous-sol — qui accueille notamment la nappe de l'Albien — ne soit pollué,,. À ces motivations s'ajoutent un ressentiment plus large à l'égard du pouvoir central et la dénonciation d'un « cadeau » de ce dernier aux entreprises multinationales étrangères,,.
En février, des manifestations à Alger, la capitale, sont empêchées par le pouvoir ; le mois suivant à In Salah, où la contestation n'a pas cessé, des affrontements entre manifestants — qui appellent à un moratoire sur l'exploitation du gaz — et forces de l'ordre font des dizaines de blessés parmi les premiers, tandis que sont incendiés un commissariat de police, le siège de la daïra ainsi que la résidence du sous-préfet. Le gouvernement refuse tout moratoire et met en place un dispositif sécuritaire aux alentours du lieu de forage,.
En mai 2015, à la suite des protestations des populations du sud de l'Algérie, qui gagnent d'autres régions du pays, le ministre de l'Énergie Youcef Yousfi est limogé par Abdelaziz Bouteflika et remplacé par Salah Khebri.

#### Relance du projet d'exploitation (2017)
Par la suite, l'exploitation du gaz de schiste dans le pays est mise en pause. En avril 2017, le ministre de l'Énergie Noureddine Boutarfa affirme ainsi : « L’Algérie n’a pas besoin pour le moment d’exploiter le gaz de schiste que recèle son sous-sol. L’avenir est aux énergies renouvelables. » Toutefois, le 1er octobre 2017, le Premier ministre Ahmed Ouyahia, soutenu par la coalition au pouvoir, appelle la Sonatrach à investir dans le gaz de schiste ; 78 milliards de dollars doivent être déboursés à cette fin par le gouvernement d'ici 2021. La décision vise à compenser la baisse continue des revenus issus du pétrole pour l'État algérien, due à la chute des prix du pétrole entre 2014 et 2016,,.
Une partie de la société civile fait alors de nouveau part de son opposition, notamment sur les réseaux sociaux,. Le Rassemblement pour la culture et la démocratie, favorable à un moratoire de dix ans, ainsi que le Mouvement de la société pour la paix sont opposés à l'exploitation du gaz de schiste.
En 2019, l'avant projet de la nouvelle loi sur les hydrocarbures ne mentionne pas l'exploitation ni la production de gaz de schiste dans le futur. On peut donc considérer que l'exploitation est définitivement abandonnée.

### Risques
La fracturation hydraulique, seule technique permettant de libérer le gaz de schiste retenu en profondeur, est controversée, essentiellement en raison des risques qu'elle présente pour l'environnement et la santé. Elle utilise également d'importantes quantités d'eau, laquelle est une ressource rare dans la région du Sahara, où le gaz algérien doit être exploité. Cette région accueille en outre la nappe de l'Albien, la plus grande réserve d'eau souterraine au monde.
En réponse aux craintes des associations de défense de l'environnement et des citoyens, l'entreprise Sonatrach promet de faire des efforts sur la « cimentation des puits » et la « gestion intégrée des rejets des forages » et précise que la quantité d’eau utilisée n’excèdera pas les 7 000 m3,.